# Arcidiocesi di Córdoba

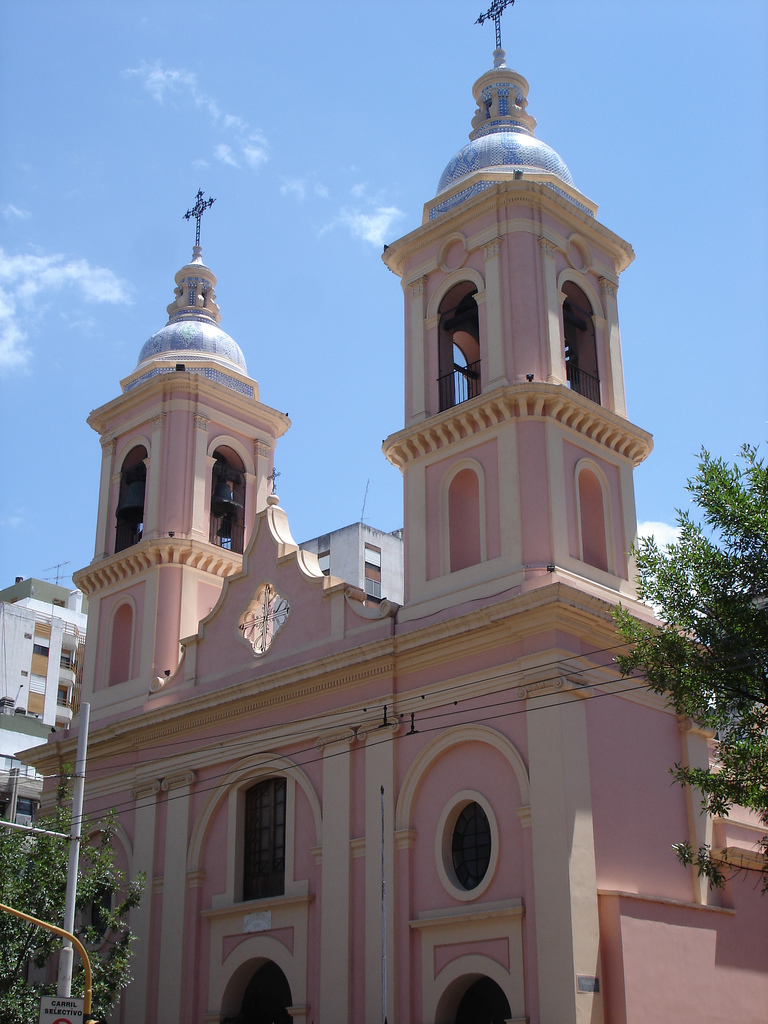
La basilica minore di San Domenico di Córdoba.

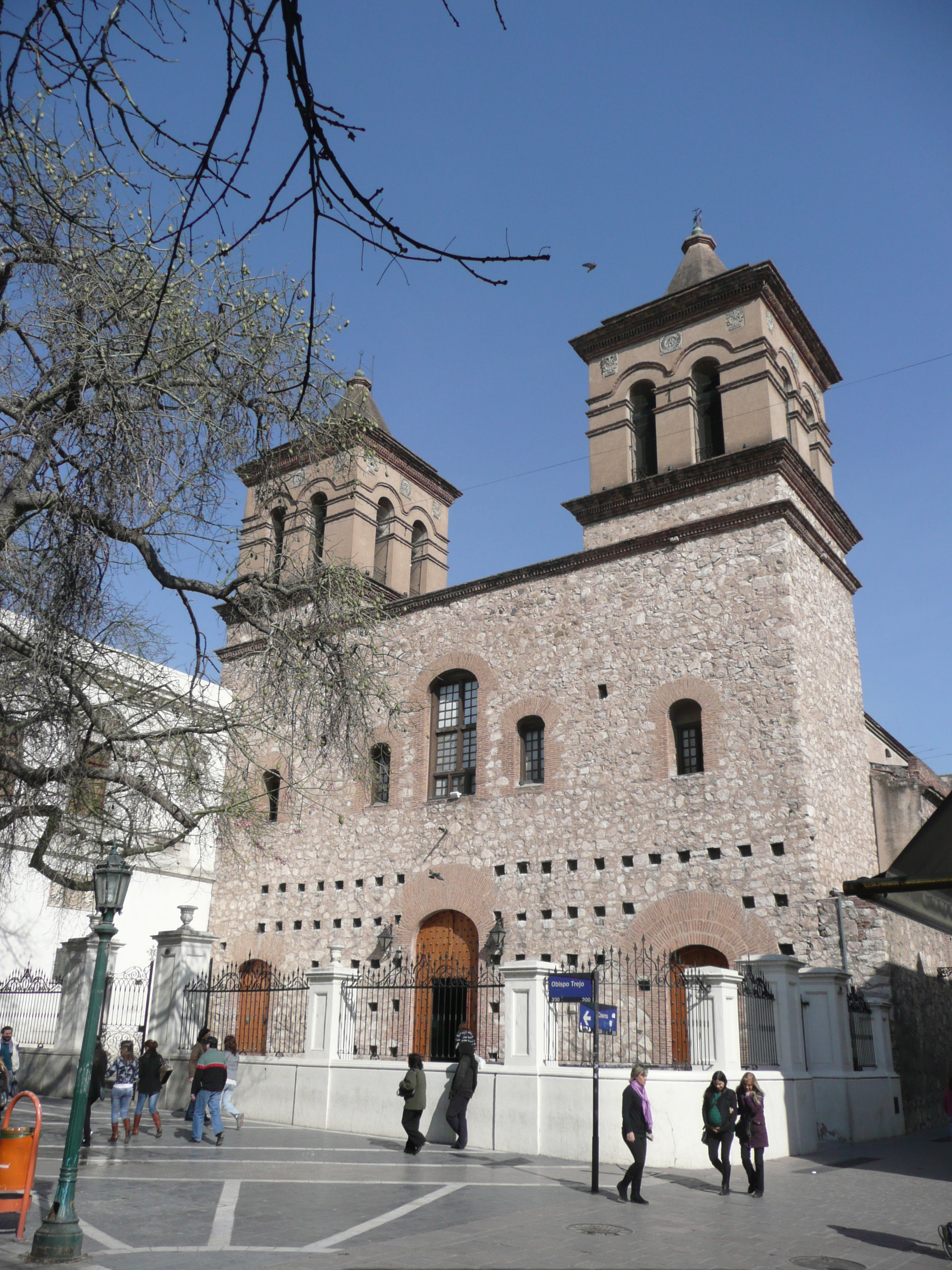
La chiesa della Compagnia di Gesù di Córdoba, monumento nazionale argentino.

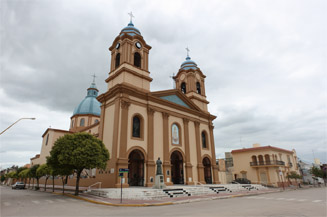
La basilica minore di Nostra Signora del Rosario a Villa del Rosario.

L'arcidiocesi di Córdoba (in latino Archidioecesis Cordubensis in Argentina) è una sede metropolitana della Chiesa cattolica in Argentina. Nel 2023 contava 2.065.400 battezzati su 2.355.000 abitanti. È retta dall'arcivescovo cardinale Ángel Sixto Rossi, S.I.

## Territorio
L'arcidiocesi comprende i seguenti dipartimenti della provincia di Córdoba: Calamuchita (eccetto la parrocchia di La Cruz), Capital, Colón, Punilla (eccetto le parrocchie di Capilla del Monte e de La Cumbre), Río Primero (eccetto la circoscrizione - pedanía - di Castaño), Río Segundo (eccetto la parte sudorientale e le parrocchie di Luque e Santiago Temple), Santa María e Totoral.
Sede arcivescovile è la città di Córdoba, dove si trova la cattedrale dell'Assunzione di Maria Vergine. Nel territorio sono comprese anche tre basiliche minori: Nostra Signora della Mercede e San Domenico a Córdoba, e Nostra Signora del Rosario a Villa del Rosario.
Il territorio si estende su 19.722 km² ed è suddiviso in 113 parrocchie.

### Provincia ecclesiastica
La provincia ecclesiastica di Córdoba, istituita nel 1934, comprende 5 suffraganee:
- diocesi di Cruz del Eje,
- diocesi di San Francisco,
- diocesi di Villa de la Concepción del Río Cuarto,
- diocesi di Villa María,
- prelatura territoriale di Deán Funes.

## Storia
La diocesi di Córdoba fu eretta il 14 maggio 1570 con la bolla Super specula militantis Ecclesiae di papa Pio V, ricavandone il territorio dalla diocesi di Santiago del Cile (oggi arcidiocesi). Nei documenti pontifici la diocesi aveva il titolo Tucumanensis e la sede vescovile era nella città di Santiago del Estero, dove si trovava la cattedrale di San Giacomo.
Originariamente suffraganea dell'arcidiocesi di Lima, il 20 luglio 1609 entrò a far parte della provincia ecclesiastica di La Plata o Charcas (oggi arcidiocesi di Sucre in Bolivia).
Il 28 novembre 1697 la sede della diocesi fu traslata ufficialmente a Córdoba, benché il vescovo già da diversi anni vi risiedesse stabilmente a causa della decadenza di Santiago del Estero.
Il 28 marzo 1806 e il 15 dicembre 1828 cedette porzioni del suo territorio a vantaggio dell'erezione rispettivamente della diocesi di Salta (oggi arcidiocesi) e del vicariato apostolico di San Juan de Cuyo (oggi arcidiocesi).
Il 5 marzo 1865 entrò a far parte della provincia ecclesiastica di Buenos Aires.
Il 20 aprile 1934 ha ceduto altre porzioni di territorio a vantaggio dell'erezione delle diocesi di Río Cuarto (oggi diocesi di Villa de la Concepción del Río Cuarto) e di La Rioja e contestualmente è stata elevata al rango di arcidiocesi metropolitana con la bolla Nobilis Argentinae nationis di papa Pio XI.
L'11 febbraio 1957, il 10 aprile 1961 e il 12 agosto 1963 ha ceduto ulteriori porzioni di territorio a vantaggio dell'erezione rispettivamente delle diocesi di Villa María, di San Francisco e di Cruz del Eje.

## Cronotassi dei vescovi
Si omettono i periodi di sede vacante non superiori ai 2 anni o non storicamente accertati.
- Sede vacante (1570-1577)
- Francisco Beaumonte, O.F.M. † (10 maggio 1570 - 1570 deceduto) (vescovo eletto)
- Jerónimo Albornoz, O.F.M. † (8 novembre 1570 - 27 ottobre 1574 deceduto) (vescovo eletto)

- Jerónimo de Villa Carrillo, O.F.M. † (27 marzo 1577 - 1577 deceduto o dimesso[7])
- Francisco de Vitoria, O.P. † (13 gennaio 1578 - 1592 deceduto)
- Fernando Trexo y Sanabria, O.F.M. † (28 marzo 1594 - 24 dicembre 1614 deceduto)
  - Sede vacante (1614-1617)
- Julián de Cortázar † (10 aprile 1617 - 7 aprile 1625 nominato arcivescovo di Santafé en Nueva Granada)
  - Sede vacante (1625-1628)
- Tomás de la Torre Gibaja, O.P. † (11 dicembre 1628 - 17 luglio 1630 deceduto)
- Melchor Maldonado y Saavedra, O.S.A. † (8 marzo 1632 - 11 febbraio 1662 deceduto)
  - Sede vacante (1662-1668)
- Francisco de Borja † (17 settembre 1668 - 4 settembre 1679 nominato vescovo di Trujillo)
- Nicolás de Ulloa y Hurtado de Mendoza, O.S.A. † (27 novembre 1679 - 19 settembre 1686 deceduto)
- Juan Bravo Dávila y Cartagena † (24 novembre 1687 - 4 dicembre 1690 deceduto)
  - Sede vacante (1690-1694)
- Juan Manuel Mercadillo, O.P. † (8 novembre 1694 - 17 luglio 1704 deceduto)
  - Sede vacante (1704-1709)
- Manuel González Virtus † (6 maggio 1709 - 18 gennaio 1710 deceduto)
  - Sede vacante (1710-1713)
- Alonso del Pozo y Silva † (11 dicembre 1713 - 22 novembre 1723 nominato vescovo di Santiago del Cile)
- José Manuel de Sarricolea y Olea † (22 novembre 1723 - 24 luglio 1730 nominato vescovo di Santiago del Cile)
- José Antonio Gutiérrez y Ceballos † (12 febbraio 1731 - 11 novembre 1740 nominato arcivescovo di Lima)
  - Sede vacante (1740-1745)
- Pedro Miguel Argandoña Pastene Salazar † (8 marzo 1745 - 25 gennaio 1762 nominato arcivescovo di La Plata o Charcas)
- Manuel de Abad e Illana, O.Praem. † (22 novembre 1762 - 17 giugno 1771 nominato vescovo di Arequipa)
- Juan Manuel Moscoso y Peralta † (17 giugno 1771 - 28 settembre 1778 nominato vescovo di Cusco)
- José Campos Julián, O.C.D. † (28 settembre 1778 - 20 settembre 1784 nominato arcivescovo di La Plata o Charcas)
  - Sede vacante (1784-1788)
- Ángel Mariano Moscoso Pérez y Oblitas † (10 marzo 1788 - circa 11 ottobre 1804 deceduto)
- Rodrigo Antonio de Orellana, O.Praem. † (9 settembre 1805 - 21 dicembre 1818 nominato vescovo di Avila)
  - Sede vacante (1818-1836)
- Benito Lascano y Castillo † (11 luglio 1836 - 30 luglio 1836 deceduto)
  - Sede vacante (1836-1857)
  - José Gregorio Baigorria † (1857 - 9 giugno 1858 deceduto) (vescovo eletto)
- José Vicente Ramírez de Arellano † (23 dicembre 1858 - 31 agosto 1873 deceduto)
  - Sede vacante (1873-1876)
- Eduardo Manuel Álvarez † (7 aprile 1876 - 24 agosto 1878 deceduto)
- Beato Mamerto Esquiú y Medina, O.F.M. † (27 febbraio 1880 - 10 gennaio 1883 deceduto)
- Juan José Blas Tissera, O.F.M. † (27 marzo 1884 - 20 settembre 1886 deceduto)
- Reginaldo Toro, O.P. † (1º giugno 1888 - 22 agosto 1904 deceduto)
- Zenón Bustos y Ferreyra, O.F.M. † (3 marzo 1905 - 13 aprile 1925 deceduto)
  - Sede vacante (1925-1927)
- Fermín Emilio Lafitte † (7 luglio 1927 - 20 gennaio 1958 nominato arcivescovo coadiutore di Buenos Aires[8])
- Ramón José Castellano † (26 marzo 1958 - 19 gennaio 1965 dimesso[9])
- Raúl Francisco Primatesta † (16 febbraio 1965 - 17 novembre 1998 ritirato)
- Carlos José Ñáñez (17 novembre 1998 - 6 novembre 2021 ritirato)
- Ángel Sixto Rossi, S.I., dal 6 novembre 2021

## Statistiche
L'arcidiocesi nel 2023 su una popolazione di 2.355.000 persone contava 2.065.400 battezzati, corrispondenti all'87,7% del totale.
| anno | popolazione | popolazione | popolazione | presbiteri | presbiteri | presbiteri | presbiteri                | diaconi | religiosi | religiosi | parrocchie |
| anno | battezzati  | totale      | %           | numero     | secolari   | regolari   | battezzati per presbitero | diaconi | uomini    | donne     | parrocchie |
| ---- | ----------- | ----------- | ----------- | ---------- | ---------- | ---------- | ------------------------- | ------- | --------- | --------- | ---------- |
| 1950 | 990.000     | 1.170.000   | 84,6        | 369        | 175        | 194        | 2.682                     |         | 327       | 1.159     | 87         |
| 1963 | ?           | 908.000     | ?           | 350        | 126        | 224        | ?                         |         |           |           | 52         |
| 1970 | 1.000.000   | 1.200.000   | 83,3        | 364        | 144        | 220        | 2.747                     |         | 670       | 1.405     | 70         |
| 1976 | 1.150.000   | 1.400.000   | 82,1        | 336        | 126        | 210        | 3.422                     | 1       | 359       | 930       | 92         |
| 1980 | 1.215.000   | 1.519.000   | 80,0        | 330        | 102        | 228        | 3.681                     | 2       | 447       | 983       | 99         |
| 1990 | 1.400.000   | 1.671.000   | 83,8        | 344        | 140        | 204        | 4.069                     |         | 482       | 866       | 107        |
| 1999 | 1.681.000   | 1.868.000   | 90,0        | 356        | 175        | 181        | 4.721                     | 2       | 389       | 809       | 114        |
| 2000 | 1.685.000   | 1.872.833   | 90,0        | 351        | 175        | 176        | 4.800                     | 2       | 373       | 809       | 114        |
| 2001 | 1.685.000   | 1.872.833   | 90,0        | 347        | 173        | 174        | 4.855                     | 3       | 365       | 809       | 114        |
| 2002 | 1.613.136   | 1.792.904   | 90,0        | 347        | 173        | 174        | 4.648                     | 3       | 361       | 809       | 114        |
| 2003 | 1.667.450   | 1.852.721   | 90,0        | 345        | 171        | 174        | 4.833                     | 3       | 355       | 772       | 114        |
| 2004 | 1.797.300   | 1.997.243   | 90,0        | 338        | 164        | 174        | 5.317                     | 3       | 355       | 772       | 114        |
| 2006 | 1.814.000   | 2.016.000   | 90,0        | 344        | 170        | 174        | 5.273                     | 2       | 355       | 772       | 114        |
| 2013 | 1.873.000   | 2.135.000   | 87,7        | 342        | 154        | 188        | 5.476                     | 4       | 328       | 639       | 115        |
| 2016 | 1.930.723   | 2.200.620   | 87,7        | 314        | 152        | 162        | 6.148                     | 5       | 321       | 660       | 114        |
| 2019 | 1.990.910   | 2.269.220   | 87,7        | 300        | 131        | 169        | 6.636                     | 10      | 318       | 660       | 113        |
| 2021 | 2.028.870   | 2.312.480   | 87,7        | 299        | 130        | 169        | 6.785                     | 13      | 318       | 660       | 113        |
| 2023 | 2.065.400   | 2.355.000   | 87,7        | 290        | 120        | 170        | 7.122                     | 19      | 319       | 660       | 113        |